# Резолюция 235 на Съвета за сигурност на ООН
Резолюция 235 на Съвета за сигурност на ООН е приета единодушно на 9 юни 1967 г. по повод ситуацията в Близкия изток след началото на Шестдневната война.
Припомняйки Резолюции 233 и 234 и отбелязвайки, че правителствата на Израел и Сирия са приели настояванията на Съвета за прекратяване на огъня, с Резолюция 235 Съветът за сигурност потвърждава предишните си резолюции, нареждащи незабавно прекратяване на огъня, и още веднъж настоява на незабавно прекратяване на военните действия. Също така резолюцията възлага на генералния секретар незабавно да осъществи контакт с правителствата на Израел и Сирия, за да организира незабавното изпълнение на посочените резолюции, и да докладва на Съвета в срок от два часа след приемането на резолюцията.
Резолюция 235 е приета единодушно от Съвета за сигурност на заседание, свикано по настояване на Съветския съюз и Съединените щати.
Още е същия ден Израел и Сирия приемат да изпълнят резолюцията.